# Shahrestān-e Maḩallāt
Shahrestān-e Maḩallāt (persiska: شهرستان محلات, محلات) är en delprovins (shahrestan) i Iran.   Den ligger i provinsen Markazi, i den centrala delen av landet, 220 km söder om huvudstaden Teheran.
Delprovinsen hade 55 342 invånare 2016.